# Palais Liechtenstein (Malostranské náměstí, Prague)
Le Palais Liechtenstein (en tchèque, Lichtenštejnský palác) sur la place de Mala Strana à Mala Strana est l'un des deux palais, à Prague, qui appartenaient jadis à la Famille Princière de Liechtenstein. L'autre est le Palais Liechtenstein de l'île Kampa.
Restauré, le bâtiment abrite aujourd'hui un conservatoire de musique (l'Académie des Arts du Spectacle de Prague) et il est souvent le lieu de récitals et de concerts. Le Palais Liechtenstein sur l'Île de Kampa accueille aussi, parfois, des manifestations culturelles.

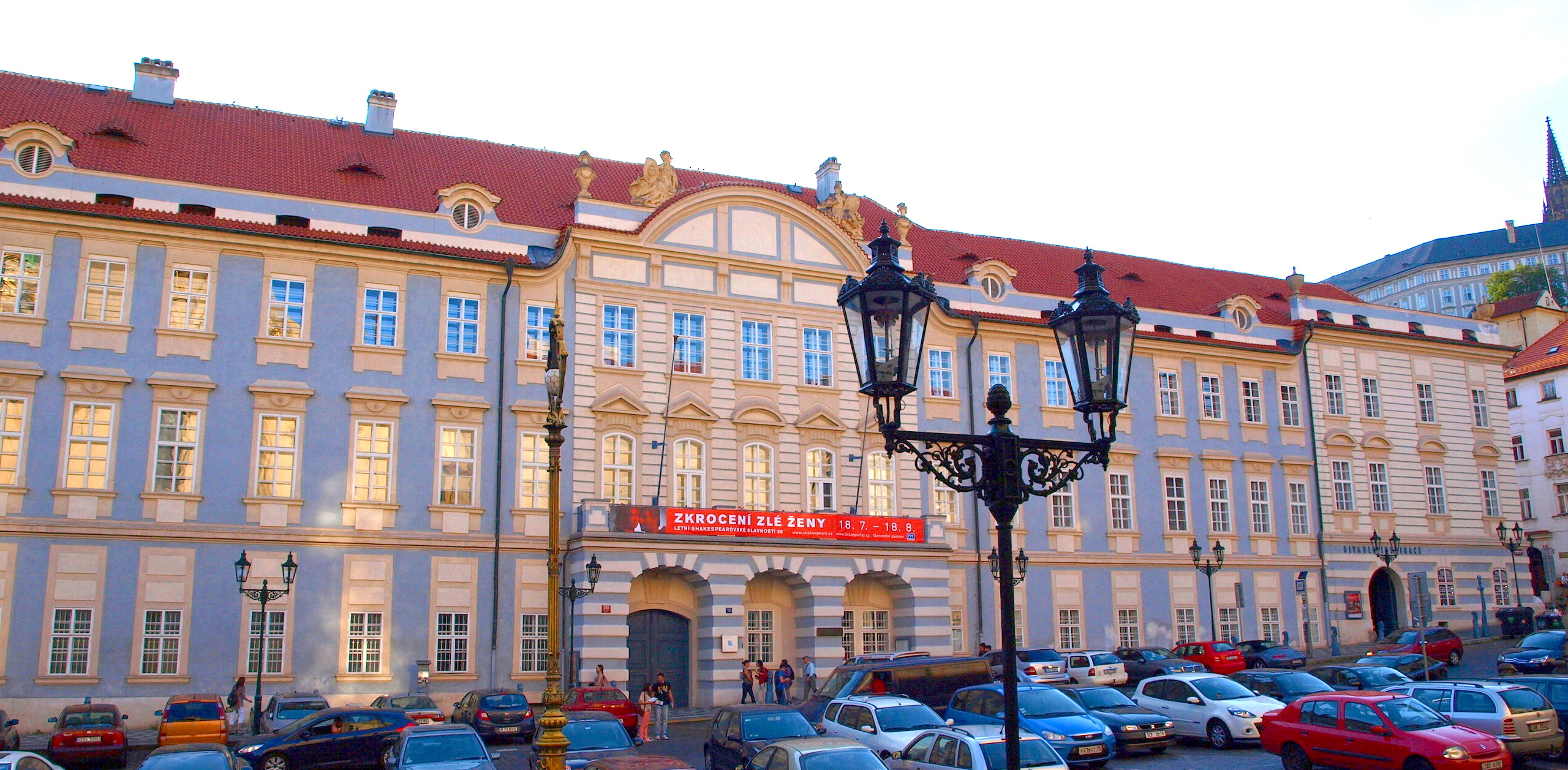
Le palais en 2012